# آجیوس
آجیوس (انگلیسی: Agios) شرکت داروسازی آمریکایی است، که در سال ۲۰۰۸ تأسیس شد.